# Higher (singolo Michael Bublé)
Higher è un singolo del cantante canadese Michael Bublé, pubblicato il 29 aprile 2022 come secondo estratto dall'undicesimo album in studio omonimo.

## Video musicale
Il video, diretto da Andrew Donoho, è stato pubblicato il 25 marzo 2022 attraverso il canale YouTube del cantante.